# Hemphillia malonei
Hemphillia malonei är en snäckart som beskrevs av Henry Augustus Pilsbry 1917. Hemphillia malonei ingår i släktet Hemphillia och familjen skogssniglar. Inga underarter finns listade i Catalogue of Life.